# Pro Rally 2001
Pro Rally 2001 est un jeu vidéo de course et de simulation et fonctionne sur Windows. Le jeu a été édité par Ubisoft.

## Système de jeu
Le jeu permet de jouer une saison de rallye (non officielle) sur tous les terrains (terre, asphalte, neige...).
Le jeu intègre 24 circuits, 15 voitures et une école de pilotage.

## Multijoueur
Le jeu intègre un mode en écran splitté pour deux joueurs.

## Graphismes
Le jeu est doté d'un modélisation de terrain sur une surface de 800 km2.

## Accueil
- Gamekult : 6/10[1]
- Jeuxvideo.com : 15/20[2]

## Publicité
La publicité du jeu a été portée par le slogan « La victoire se joue dans les détails ».